# Rinorea mandrarensis
Rinorea mandrarensis H.Perrier – gatunek roślin z rodziny fiołkowatych (Violaceae). Występuje endemicznie w zachodnim Madagaskarze. 

## Morfologia
PokrójZimozielone drzewo lub krzew.
LiścieBlaszka liściowa ma lancetowaty lub podługowato lancetowaty kształt. Mierzy 4,2–6,5 cm długości oraz 0,7–2 cm szerokości, jest karbowana na brzegu, ma ostrokątną nasadę i tępy wierzchołek. Przylistki są trójkątne i osiągają 1–2 mm długości. Ogonek liściowy jest nagi i ma 2 mm długości.
KwiatyZebrane po 5–20 w wierzchotkach wyrastających z kątów pędów. Mają działki kielicha o trójkątnym kształcie i dorastające do 2 mm długości. Płatki są owalnie lancetowate i mają 1 mm długości.

## Biologia i ekologia
Rośnie w lasach i zaroślach. Występuje na wysokości od 600 do 900 m n.p.m.